# Цветко Неделков
Цветко Неделков с псевдоним Пайнчар (изписване до 1945 година: Цвѣтко Недѣлковъ) е български революционер, охридски войвода на Вътрешната македоно-одринска революционна организация.

## Биография
Неделков е роден в 1873 година в охридското Слатино, в Османската империя, днес Северна Македония. Влиза във ВМОРО и в 1902 година е четник при Никола Русински. При избухването на Илинденско-Преображенското въстание през лятото на 1903 година е войвода на чета в отряда на Деян Димитров, с която взима участие в нападението над гарнизона в Сируля. След въстанието емигрира в България и се установява в Русе.
При избухването на Балканската война в 1912 година е доброволец в Македоно-одринското опълчение и служи в нестроевата рота на 9 велешка дружина.